# Catherine Dufour

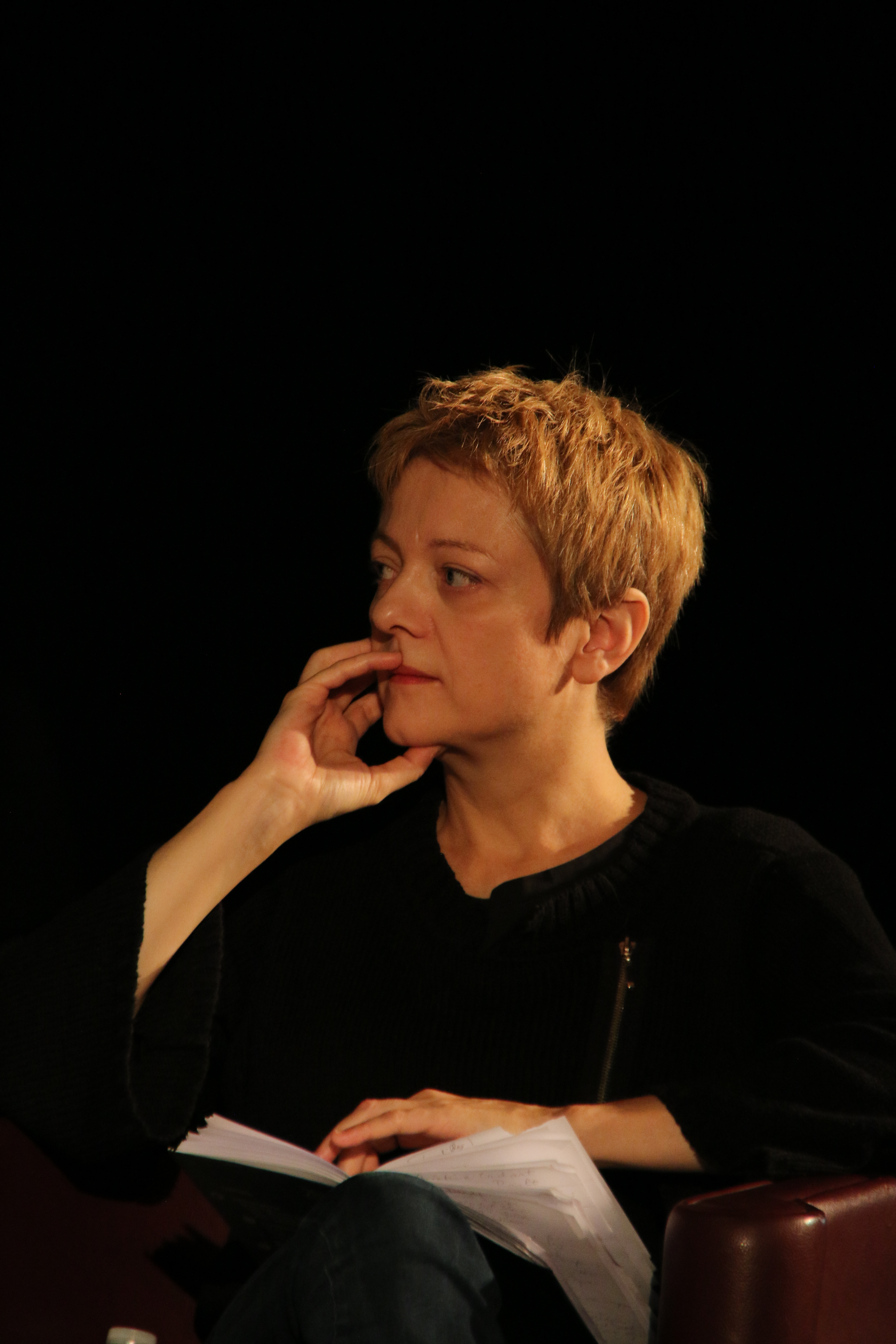
Catherine Dufour (2016)

Catherine Dufour (geboren am 17. April 1966 in Paris) ist eine französische Schriftstellerin, Informatikerin und Journalistin. Sie ist bekannt als Autorin von Fantasy und Science-Fiction.

## Auszeichnungen
- 2002 Prix Merlin für den Roman Blanche Neige et les lance-missiles
- 2006 Prix Bob Morane für den Roman Le Goût de l’immortalité
- 2006 Prix du Lundi für den Roman Le Goût de l’immortalité
- 2006 Prix Rosny aîné für den Roman Le Goût de l’immortalité
- 2007 Grand Prix de l’Imaginaire für den Roman Le Goût de l’immortalité
- 2008 Prix Bob Morane, Spezialpreis für  Le Goût de l’immortalité
- 2008 Grand Prix de l’Imaginaire für die Erzählung L’Immaculée conception
- 2019 Prix Masterton für den Roman Entends la nuit

## Bibliografie
Quand les dieux buvaient (Romanserie)
- Blanche Neige et les Lance-missiles (2001)
- L’Ivresse des providers (2001)
- Merlin l’Ange Chanteur (2003)
- L’immortalité moins six minutes (2007)
- Blanche Neige contre Merlin l’enchanteur (2009)

Einzelromane
- Le Goût de l’immortalité (2005)
- Délires d’Orphée (2007)
- Outrage et Rébellion (2009)
- L’Histoire de France pour ceux qui n’aiment pas ça (2012)
- Le Guide des métiers pour les petites filles qui ne veulent pas finir princesses (2014)
- La Vie sexuelle de Lorenzaccio (2014)
- Entends la nuit (2018)
- Danse avec les lutins (erscheint Mai 2019)

Sammlung
- L’Accroissement mathématique du plaisir (2008)

Kurzgeschichten
- L’Ivresse des Providers (2001)
- Le Jardin de Charlith (2001)
- Les Grands alcooliques divins (2001)
- Deep Space Mine (2003)
- Je ne suis pas une légende (2003)
- Le Sourire cruel des trois petits cochons (2003)
- Mater Clamorosum (2003)
- Merlin l’ange chanteur (2003)
- Mémoires mortes (2003)
- Une troll d’histoire (2003)
- L’Accroissement mathématique du plaisir (2004)
- La Perruque du juge (2004)
- Le Cygne de Bukowski (2004)
- Le Poème au carré (2004)
- Vergiss mein nicht (2004)
- L’Immaculée conception (2006)
- La Liste des souffrances autorisées (2006)
- L’Immortalité moins six minutes (tome 0) (2007)
- La Mort des joujoux (2007)
- Le Cahier trouvé à Astarojna (2007)
- Mentions légales (2007)
- Bois de souche (2008)
- Confession d’un mort (2008)
- Kurt Cobain contre Dr. No (2008)
- L’Amour au temps de l’hormonothérapie génétique (2008)
- La Lumière des elfes (2008)
- Rhume des foins (2008)
- Un Soleil fauve sur l’oreiller (2008)
- Valaam (2008)
- Confession d’un mort (2009)
- Le Prince aux pucelles (2009)
- Un temps chaud et lourd comme une paire de seins (2009)
- Une fatwa de mousse de tramway (2009)
- Sensation sous-sol (2012)
- La Tête raclant la Lune (2013)
- Tout corps plongé dans un liquide (2014, mit Patrick Imbert)
- Designer les sensations (2017)
- Pâles mâles (2017)
- Sans retour et sans nous (2018)

Sachliteratur
- L’histoire de France pour ceux qui n’aiment pas ça (2013)
- Guide des métiers pour les petites filles qui ne veulent pas finir princesses (2014)